# Mnium bifarium
Mnium bifarium là một loài Rêu trong họ Mniaceae. Loài này được (Hook.) Müll. Hal. mô tả khoa học đầu tiên năm 1848.